# جزیره بنانال
جزیره بنانال (پرتغالی: Ilha do Bananal) یک جزیره رودخانه‌ای بزرگ است که بر اثر دوشاخه‌شدن رود ارگوایا در جنوب‌غربی توکانتینس برزیل به وجود آمده‌است. این جزیره با ۳۵۰ کیلومتر طول و ۵۵ کیلومتر پهنا و ۱۹٬۱۶۲٫۲۵ کیلومتر مربع مساحت، دومین جزیره رودخانه‌ای دنیا و بزرگ‌ترین جزیره بدون ساحل اقیانوسی است.
رودهای درون این جزیره به موازات رود ارگوایا جریان دارند و رود Jaburu do Bananal بلندترین رود جاری درون یک رود دیگر است.